# Jetstar Pacific Airlines
Jetstar Pacific Airlines er det flyselskab fra Vietnam. Selskabet blev grundlagt i 1991 under navnet Pacific Airlines Company, og er i dag ejet af Jetstar Pacific Airlines Joint Stock Company.